# Jaborosa
Jaborosa  es un género de plantas con flores perteneciente a la subfamilia Solanoideae, incluida en la familia de las solanáceas (Solanaceae). Comprende 39 especies descritas y de estas, solo 22 aceptadas, distribuidas en Sudamérica.
Es el único género de la tribu Jaboroseae.

## Descripción
Son en su mayoría plantas perennes herbáceas que pueden ser anuales o bienales. Muy a menudo, tienen raíces o rizomas. No hay cantidad en los tallos formados y puede formar ramas postradas de más de 1,5 m, o apenas puede llegar a 3 a 10 cm de longitud, o ramas ascendentes con 20 a 60 (raramente 4-150) cm de longitud. Las plantas pueden cubrir un área con un diámetro de unos 50 cm. Las plantas pueden ser peludas o glabras, pero lanosas. Los tricomas son cortos o muy largos, simples o glandulares con cabezas unicelulares o pluricelulares.
Las hojas son pecioladas o subsésiles. Los pecíolos de 3 a 12 mm de longitud, ligeramente más largo (20 a 100 mm de longitud) o largos (de hasta 180 mm de longitud). En casos excepcionales, las plantas forman una roseta basal de hojas. La lámina entera o ligeramente lobulado-dentada.

## Taxonomía
El género fue descrito por Antoine-Laurent de Jussieu y publicado en Genera Plantarum 125. 1789.

## Especies seleccionadas
- Jaborosa ameghinoi
- Jaborosa andina
- Jaborosa araucana
- Jaborosa caulescens
- Jaborosa integrifolia
- Jaborosa magellaniea
- Jaborosa odonelliana
- Jaborosa runcinata
- Jaborosa kursiia